# Râul Baldal
Râul Baldal este un curs de apă, afluent al Desnățuiului.